# Mária Patakyová
Mária Patakyová (* 14. května 1963, Nové Zámky) je slovenská právnička a univerzitní profesorka. Věnuje se zejména obchodnímu, finančnímu a hospodářskému právu. Od 29. března 2017 do 29. března 2022 byla slovenskou veřejnou ochránkyní práv.

## Pedagogická a právnická činnost
Od roku 1986 působí na Právnické fakultě Univerzity Komenského v Bratislavě. Od 1. února 2003 do 31. ledna 2011 zastávala funkci proděkanky pro zahranični vztahy a grantovou politiku. Byla členkou předsednictva Agentury na podporu výzkumu a vývoje (2006–2009), v současnosti je členkou rady APVV pro společenské vědy, členkou předsednictva European C-Law (Krakov, Polsko), členkou za Slovensko v European Academy of Private Lawyers (Pavia, Itálie) a členkou za Slovensko v European Model Company Act Group. Pozici prorektorky UK pro legislativu zastává od 1. února 2011.
Prorektorkou byla i v době, kdy Zuzana Melicherčíková upozornila na korupci při přijímacích zkouškách. Poslancům při volbě řekla, že o případu nevěděla a s Melicherčíkovou do styku nepřicházela. V roce 2015 byla navržena na post doplňkové soudkyně Všeobecného soudu EU. V konkurzu neuspěla kvůli nedostatečné znalosti francouzštiny.

## Veřejná ochránkyně práv
V lednu 2017 ji strana MOST-HÍD navrhla do funkce veřejné ochránkyně práv. Výhodou pro ní bylo, že nebyla členkou žádné politické strany a ani se politicky neangažovala. Dne 8. února získala v tajném hlasování Národní rady SR podporu 75 poslanců ze 140. Kandidátka SaS a OĽaNO Janka Šípošová získala 41 hlasů, kandidát kotlebovců Anton Čulen 15 hlasů. Po zvolení Patakyová uvedla, že by ve funkci chtěla být „přítelem lidí“ a vykonávat jí nezaujatě a nestranně. Jejím vzorem je bývalý český ombudsman Otakar Motejl.
Do úřadu byla jmenována 29. března 2017, když na Bratislavském hradě převzala jmenovací dekret od předsedy parlamentu Andreje Danka. Její funkční období skončilo 29. března 2022, Národní rada jejího nástupce nezvolila a funkce nebyla obsazena. Nový ombudsman Róbert Dobrovodský byl zvolen až 9. listopadu 2022, funkce se ujal dnem složení slibu 1. prosince 2022.